# Reinhard Wengierek
Reinhard Wengierek (* 17. Mai 1949 in Radebeul) ist ein deutscher Journalist und Theaterkritiker. Bei der Tageszeitung Die Welt war er von 1995 bis 2009 im Feuilleton für das Theaterressort verantwortlich.

## Leben und Wirken
Reinhard Wengierek, Sohn einer Lehrerin und eines Wirtschaftsprüfers, wuchs im Dresdener Industrievorort Heidenau auf und ging dort zur Schule. Seine Kindheit war durch die musischen Einflüsse des in Polenz bei Grimma als Dorfschullehrer und Kantor ansässigen Großvaters geprägt, der ihm ersten Klavierunterricht gab. Von 1963 bis 1967 machte Reinhard Wengierek an der Erweiterten Oberschule „R. Fetscher“ in Pirna das Abitur in Kombination mit einer Berufsausbildung zum Elektriker.
Nach Bestehen einer dreitägigen Aufnahmeprüfung studierte er von 1967 bis 1970 an der Fachschule für angewandte Kunst in Berlin-Oberschöneweide. Er erhielt darauf bis 1974 eine Anstellung im Betrieb Projektierung und Werbebau der Deutsche Werbe- und Anzeigengesellschaft (DEWAG) in Dresden. Mit einem befristeten Angebot, als Assistent an der inzwischen umbenannten Fachschule für Werbung und Gestaltung Berlin (FWG) arbeiten zu können, gelang ihm die Rückkehr nach Ost-Berlin, der 1973/1974 der 18-monatige Grundwehrdienst bei der NVA auf dem Flugplatz Rothenburg/Görlitz folgte.
Mit kleineren Beiträgen, die die Studentenzeitschrift Forum von ihm abgedruckt hatte, versuchte Wenigierek in die schreibende Zunft zu wechseln und wurde schließlich beim FDJ-Auslandsmagazin Jugend im Verlag Junge Welt angestellt. Von diesem wurde er zu einem von 1975 bis 1980 währenden Journalistik-Fernstudium an die Karl-Marx-Universität (KMU) nach Leipzig delegiert, welches er mit einer von Ernst Schumacher betreuten Diplomarbeit über Theaterkritik abschloss.
Inzwischen hatte er den Verlag Junge Welt verlassen – Wengierek hatte ohne offizielle Absegnung Meinungsumfragen unter Schülern der Ost-Berliner EOS „Max-Planck“ gewagt und Ärger bekommen. Er arbeitete übergangsweise als Geschirrwäscher in der Nachtbar Lindencorso und als Pförtner im Drei-Schicht-Dienst am Deutschen Theater. Als freiberuflicher Journalist brachte er Artikel bei der Weltbühne, dem Filmspiegel sowie Melodie und Rhythmus unter.
Nach einer Zeit, in der er von 1977 bis 1979 als Kinoleiter des Lichtspieltheaters Lunik in Berlin-Wilhelmsruh arbeitete, erfolgte sein beruflicher Durchbruch in den Journalismus mit der 1980 erfolgten Anstellung als Pressereferent für die der Ost-CDU gehörenden Verlage Union Verlag und Koehler & Amelang. In dieser Position konnte er aus Wengierek auch für Tages- und Wochenzeitungen der DDR – wie zum Beispiel dem Sonntag – schreiben. Gleichzeitig wurde er Berliner Theaterkorrespondent der in Dresden erscheinenden Tageszeitung Die Union.
Nach dem Fall der Mauer trat er im Mai 1990 als Redakteur für Film, Literatur und Kulturpolitik mit dem Schwerpunkt Theaterberichterstattung ins Feuilleton der Tageszeitung Neue Zeit ein, welche zum 1. Juni 1990 von der Frankfurter Allgemeinen Zeitung (FAZ) aufgekauft wurde.
Nachdem die FAZ diese Ost-Unternehmung veräußert hatte und die Neue Zeit im Juli 1994 ihr Erscheinen einstellen musste, wurde Wengierek ab 1. Januar 1995 Theaterredakteur für Die Welt. Auch nach seinem 15-jährigen dortigen Wirken, das er 2009 beendete, blieb er theaterpublizistisch aktiv (etwa beim Fachmagazin Die Deutsche Bühne), war zwei Jahre Online-Kolumnist für Theater heute, schreibt bis heute Rezensionen (u. a. für die Berliner Morgenpost) und unterhält für die Besucherorganisation Freie Volksbühne e. V. den wöchentlichen Theaterblog Kulturvolk sowie seine Formate Querbeet und Theaterberlin für die Online-Publikation Das Blättchen – Zweiwochenschrift für Politik, Kunst und Wirtschaft in der Tradition der Weltbühne.
Wengierek ist verheiratet und lebt seit 1986 in Berlin-Mitte.

## Schriften (Auswahl)
- Mitten ins Herz: 66 Liebesfilme. Mitautor, Hrsg.: Helga Hartmann, Ralf Schenk. Henschelverlag, Berlin 1991, ISBN 978-3-36200540-1.
- Kleine Fluchten: Die schönsten Unterkünfte für ein Wochenende im Umland von Berlin. Mitautor. Hrsg.: Berliner Morgenpost, Berlin 2011, ISBN 978-3-94248106-9.